# マシュー函数
数学の分野におけるマシュー函数（マシューかんすう、英: Mathieu function 、マチウ函数とも書かれる）とは、ある特定の特殊函数のことで、以下に挙げるような様々な応用数学の問題を扱う上で有用となるものである。
- 楕円型太鼓膜の振動
- 質量分析のための四重極型質量分析計や四重極イオントラップ
- 光格子における極低温原子のような、周期的媒質における波の運動
- 強制振動子における係数励振現象
- 一般相対性理論における厳密な平面波解
- 回転する電気双極子に対するシュタルク効果
- 一般に、楕円柱座標（英語版）における分離可能な微分方程式の解

これらは、Émile Léonard Mathieu (1868) の第一問題として提唱されたものであった。

## マシュー方程式
マシューの微分方程式（Mathieu's differential equation）の標準形は次のようなものである。
{\displaystyle {\frac {d^{2}y}{dx^{2}}}+[a-2q\cos(2x)]y=0.}
このマシュー方程式は、ただ一つの調和モードを持つヒル方程式である。
この方程式と密接に関連するのは、次のようなマシューの修正微分方程式（Mathieu's modified differential equation）である。
{\displaystyle {\frac {d^{2}y}{du^{2}}}-[a-2q\cosh(2u)]y=0.}
これは {\displaystyle u=ix} を代入することで従う。
これら二つの方程式は、二次元のヘルムホルツ方程式を楕円座標系で表現し、二変数に分離することで得られる 。この事実から、これらの方程式はそれぞれアンギュラ（angular）およびラディアル（radial）マシュー方程式としても知られている。
{\displaystyle t=\cos(x)} を代入することで、マシュー方程式は次の代数形式に変換される。
{\displaystyle (1-t^{2}){\frac {d^{2}y}{dt^{2}}}-t\,{\frac {dy}{dt}}+(a+2q(1-2t^{2}))\,y=0.}
この方程式は {\displaystyle t=-1,1} において二つの確定特異点を持ち、無限大において一つの不確定特異点を持つ。このことは、一般に（他の多くの特殊函数とは異なり）マシュー方程式の解は超幾何函数を用いて表現できないことを意味する。
マシューの微分方程式は、列車が走る時の鉄道レールの安定性や、人口動態の季節性、四次元波動方程式、リミットサイクルの安定性に関するフロケ理論など、多くの文脈において数理モデルとして扱われる。

## フロケ解
フロケの定理（あるいはブロッホの定理）によると、値の固定された a および q に対し、マシューの方程式は次の形状の複素数値解を許すものである。
{\displaystyle F(a,q,x)=\exp(i\mu \,x)\,P(a,q,x).}
ここで {\displaystyle \mu } はマシュー指数（Mathieu exponent）と呼ばれるある複素数で、P は {\displaystyle x} に関する周期 {\displaystyle \pi } の周期函数で、複素数に値を取るものである。しかし、一般に P は正弦函数ではない。下図の例では、{\displaystyle a=1,\,q={\frac {1}{5}},\,\mu \approx 1+0.0995i} の場合が与えられている（実部は赤、虚部は緑で表す）。

## マシュー正弦とマシュー余弦
固定された a および q に対し、マシュー余弦（Mathieu cosine）{\displaystyle C(a,q,x)} はマシュー方程式の唯一つの解として定義される {\displaystyle x} の函数で、次の性質を満たす。
1. {\displaystyle C(a,q,0)=1}。
2. 偶函数である。したがって {\displaystyle C^{\prime }(a,q,0)=0}。

同様に、マシュー正弦（Mathieu sine）{\displaystyle S(a,q,x)} は次を満たす唯一つの解である。
1. {\displaystyle S^{\prime }(a,q,0)=1}。
2. 奇函数である。したがって {\displaystyle S(a,q,0)=0}。

これらは、フロケ解と密接に関連する実数値函数である。
{\displaystyle C(a,q,x)={\frac {F(a,q,x)+F(a,q,-x)}{2F(a,q,0)}}}
{\displaystyle S(a,q,x)={\frac {F(a,q,x)-F(a,q,-x)}{2F^{\prime }(a,q,0)}}.}
（固定された a および q に対する）マシュー方程式の一般解は、マシュー余弦函数およびマシュー正弦函数の線型結合である。
注目すべき特殊な例として、
{\displaystyle C(a,0,x)=\cos({\sqrt {a}}x),\;S(a,0,x)={\frac {\sin({\sqrt {a}}x)}{\sqrt {a}}}}
がある。すなわち、対応するヘルムホルツ方程式の問題が円対称性を持つ例である。
一般に、マシュー正弦およびマシュー余弦は非周期的である。それにもかかわらず、q の値が小さい場合には、近似的に

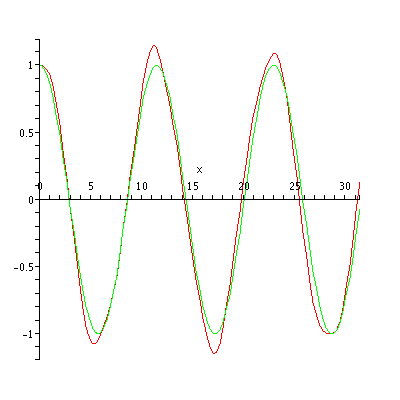
Red: C(0.3,0.1,x).

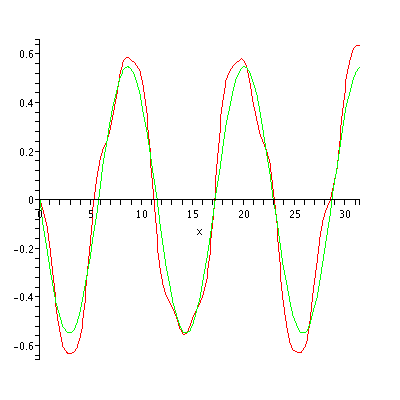
Red: C'(0.3,0.1,x).

{\displaystyle C(a,q,x)\approx \cos({\sqrt {a}}x),\;\;S(a,q,x)\approx {\frac {\sin({\sqrt {a}}x)}{\sqrt {a}}}}
が成立する。
例：

## 周期解
{\displaystyle q} が与えられたとき、特性値（characteristic value）と呼ばれる {\displaystyle a} の可算個の多くの特別な値に対して、マシュー方程式は周期が {\displaystyle 2\pi } であるような周期解を許す。マシュー余弦函数およびマシュー正弦函数の各々の特性値は、自然数 n に対して {\displaystyle a_{n}(q),\,b_{n}(q)} と記述される。そのようなマシュー余弦函数およびマシュー正弦函数が周期的である特殊例はしばしば {\displaystyle CE(n,q,x),\,SE(n,q,x)} と書かれる。しかし、それらは伝統的には異なる正規化（それらの L2 ノルムが {\displaystyle \pi } に等しいような正規化）によって与えられている。したがって、q が正の値であるとき、
{\displaystyle C\left(a_{n}(q),q,x\right)={\frac {CE(n,q,x)}{CE(n,q,0)}}}
{\displaystyle S\left(b_{n}(q),q,x\right)={\frac {SE(n,q,x)}{SE^{\prime }(n,q,0)}}}
が成立する。ここで、q = 1 のときの周期的なマシュー余弦函数のうち初めのいくつかを図示する。
ここで、例えば {\displaystyle CE(1,1,x)}（図中の緑の曲線）は余弦函数に似たものであるが、丘の部分はより平坦に、谷の部分はより浅くなっている。